# Malibu (Vegas Jones)
Malibu è un singolo del rapper italiano Vegas Jones, pubblicato il 16 marzo 2018 come secondo estratto dal primo album in studio Bellaria.

## Descrizione
Il brano, scritto in una notte piovosa della sua città, parla dell'amore per la California da sempre un sogno dell'artista e di come sta rincorrendo il suo sogno accompagnato da chi gli è stato sempre a fianco.
Il singolo è risultato il più ascoltato dell'artista ed è apparso nella top 20 tra i brani dell'estate più ascoltati in italia nel 2018 su Spotify.

## Tracce
1. Malibu – 3:31

## Classifiche
| Classifica (2018) | Posizione massima |
| ----------------- | ----------------- |
| Italia            | 1                 |